# Banchus cerinus
Banchus cerinus là một loài tò vò trong họ Ichneumonidae.